# P/2015 D6 (Lemmon-PANSTARRS)
P/2015 D6 (Lemmon-PANSTARRS) — одна з короткоперіодичних комет сім'ї Юпітера. Ця комета була відкрита 27 лютого і 16 березня 2015 року; вона мала 19.9m і 21.5m на час відкриття.